# 태양의 돛단배

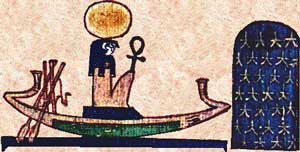
태양의 돛단배

태양의 돛단배 또는 라의 돛단배는 고대 이집트 종교 우주관에서 태양신 라가 은하수와 사후세계인 두아트를 여행할 때 타고 다니는 배이다. 종종 라 뿐만 아니라 다른 신들도 함께 여행한다.

## 항로
태양의 돛단배에 탄 라는 태양 그 자체를 상징하는 것으로, 지구에서 보는 태양의 움직임(황도)을 이집트 종교적으로 설명한다. 낮 동안에는 동쪽 하늘에서 떠올라서 하늘의 여신 누트의 몸을 따라 서쪽 하늘을 통하여 사후세계인 두아트로 들어간다고 믿어졌다. 이집트사람들은 누트의 몸에 '천상의 나일강' 즉 은하수가 있어, 태양의 돛단배는 이 강을 따라 움직인다고 생각하였다.
밤이 되어 사후세계로 내려간 라는 암두아트에 서술된 것처럼, 열두시간동안 각각 다른 신들과 적을 만난다. 특히 절대 악을 상징하는 아펩을 무찔러서 다음날 동쪽 하늘에서 다시 떠오른다고 한다.

## 같이 보기
- 두아트
- 황도